# Georges Rieder
Georges Rieder fue un deportista suizo que compitió en remo. Ganó dos medallas de bronce en el Campeonato Europeo de Remo, en los años 1898 y 1901.

## Palmarés internacional
| Campeonato Europeo | Campeonato Europeo | Campeonato Europeo | Campeonato Europeo |
| Año                | Lugar              | Medalla            | Prueba             |
| ------------------ | ------------------ | ------------------ | ------------------ |
| 1898               | Turín (Italia)     | Medalla de bronce  | Doble scull        |
| 1901               | Zúrich (Suiza)     | Medalla de bronce  | Doble scull        |